# 直尾楼梯草
直尾楼梯草（学名：Elatostema recticaudatum）为荨麻科楼梯草属的植物，是中国的特有植物。分布在中国大陆的西藏等地，生长于海拔650米的地区，常生于山谷常绿榕树林中，目前尚未由人工引种栽培。